# Theia (protoplaneta)

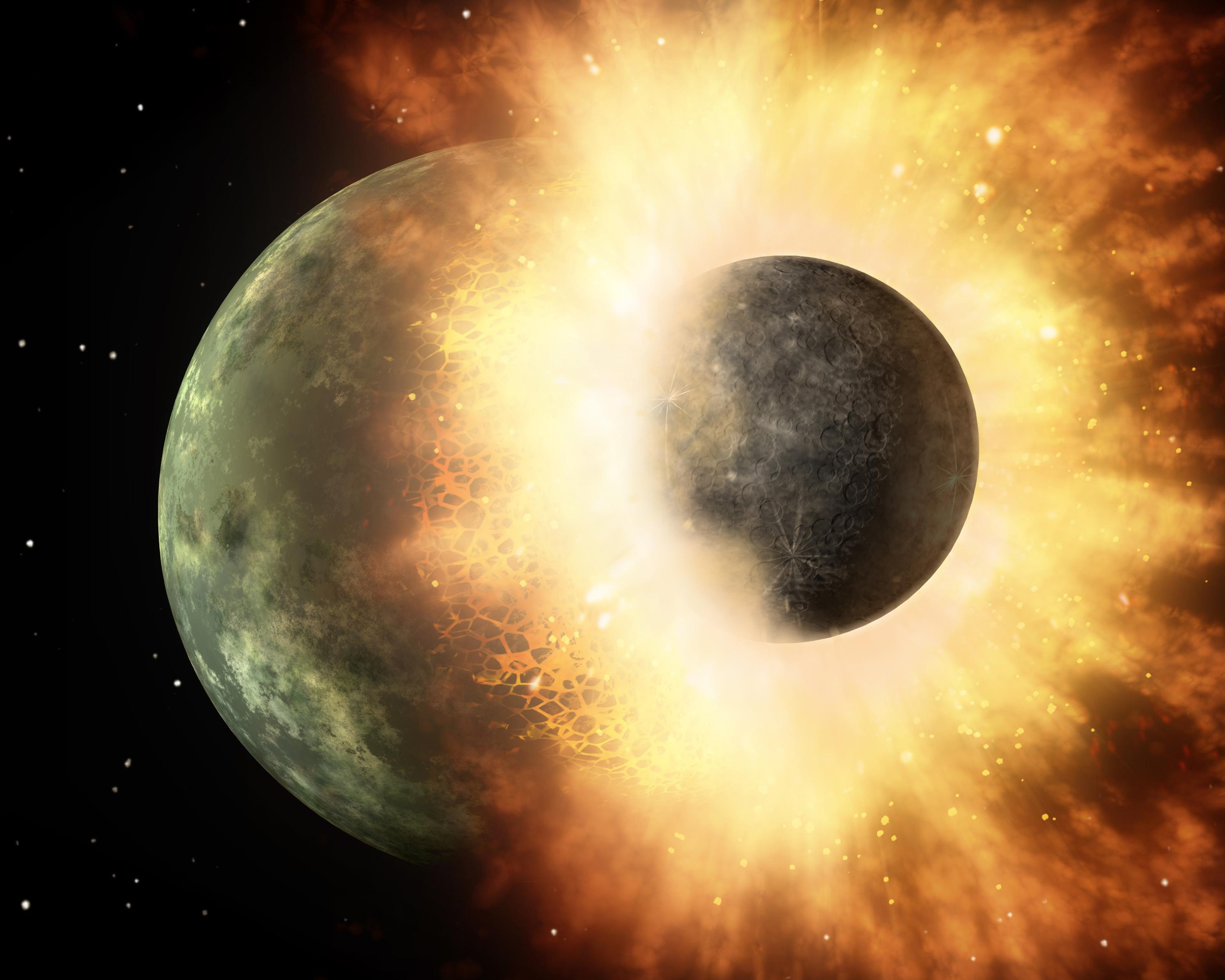
Umělecká představa srážky Země se Theiou

Theia je hypotetická protoplaneta pravděpodobně dříve obíhající ve Sluneční soustavě (ve větší vzdálenosti od Slunce než Země, nebo pocházející z okraje Sluneční soustavy) a následně podle teorie velkého impaktu kolidující se Zemí před 4,533 miliardami let. Theia měla disponovat rozměry podobnými dnešnímu Marsu s průměrem okolo 6000 km. Díky srážce obsahuje zemské jádro velké množství železa. Mohla tak vzniknout desková tektonika. Dále se od Země odloučil díky kolizi Měsíc.
Velký impaktor, který se měl srazit se Zemí a způsobit tak vznik Měsíce, dostal jméno Theia. Podle řecké mytologie šlo o matku Měsíce. Název poprvé použil anglický geochemik Alex Halliday v roce 2000 .